# Premuda (azienda)
Premuda S.p.A. è una azienda italiana che opera nel settore del trasporto marittimo, nel noleggio di navi per il trasporto di rinfuse liquide e secche e anche nel FPSO, ovvero un sistema di estrazione, stoccaggio e ridistribuzione di prodotti petroliferi mediante una struttura galleggiante.
Dal 15 maggio 2017 le azioni sono state revocate da Borsa Italiana dopo essere già dal 31 marzo 2017 sospese dalle negoziazioni a tempo indeterminato.

## Storia
Premuda nasce a Trieste nel 1907 come Navigazione a Vapore G.L. Premuda grazie al contributo del conte Giovanni Luigi Premuda. Da lì a non molto il controllo passa alla famiglia Tripcovich. Nel 1918 viene quotata alla Borsa di Trieste e in seguito a quella di Milano.
La società esce dalla seconda guerra mondiale con la flotta quasi completamente distrutta e solo nel 1957 riprenderà l'attività con gradualità. Nel 1973 passa sotto il controllo della società genovese Navigazione Alta Italia della famiglia Lolli Ghetti che cederà la proprietà dell'azienda nel 1980 ad un gruppo di azionisti guidati dal manager Alcide Rosina. Nel 1988 altro cambio di proprietà: nuovo azionista diventa il Gruppo Montanari, armatore di Fano, ma nel 1990 la famiglia Rosina (Alcide Ezio Rosina e in seguito il figlio Stefano) torna alla guida della società. Inizia l'espansione della compagnia: acquisisce la divisione cisterniera del gruppo Fermar, crea nuove società, come Premuda International, Premuda Atlantico, Premuda Asia, e arriva a gestire 20-25 navi.
La crisi economica mondiale mette in difficoltà il sistema dei trasporti marittimi e quindi anche Premuda che, indebitata con le banche avvia un piano di ristrutturazione scendendo a 13 navi da gestire.  Dopo tre anni, nell'aprile 2016, la società Pillarstone, creata dal fondo di private equity statunitense KKR Capital, acquisisce la proprietà di Premuda ricapitalizzandola e in seguito delistandola dalla Borsa.  Viene avviato un nuovo piano di ristrutturazione: accordo con le banche sui debiti, concentrazione a Genova della gestione, dismissione di navi fino a gestirne una decina, uscita dal settore offshore dove Premuda era presente con una piattaforma.
Nel novembre 2018 Stefano Rosina lascia la guida dell'azienda, nel gennaio 2019 è nominato amministratore delegato Marco Fiori, il manager che per 12 anni ha ricoperto lo stesso incarico in D'Amico International Shipping.

## Principali partecipazioni
- Four Jolly Spa - 50% (costituita in partnership con il Gruppo Messina)
- Premuda International S.A.H. - 100%
  - Four Vanguard - Serviços e Navegaçao Lda. - 100%
  - Moon Shipping - Serviços e Navegaçao Lda. - 100%
  - Brig Shipping Lda. - 100%
  - Premuda Chartering Navegaçao Lda. - 100%
  - Four Handy Ltd. - 100%
  - Australian FPSO Management Pty Ltd - 100%
  - Premuda (Monaco) Sam - 90%

## Dati economici
Nel 2010 Il gruppo Premuda registra ricavi per 141,11 milioni Ebitda di 44,131 milioni, utili per 10,662 milioni. Patrimonio netto di 221,931 milioni, 420,257 milioni il valore delle 17 navi che ne compongono la flotta, posizione finanziaria netta negativa di 82,212 milioni, 333 dipendenti. Nel 2013 il fatturato è di 76,68 milioni con una forte flessione  rispetto ai 110,99 del 2012. Nel 2015 il fatturato è di 59,80 milioni con un calo del 12,45% rispetto ai 63,80 del 2014.

## Azionariato
Nel dicembre 2010 il principale azionista di maggioranza era la Investimenti Marittimi S.p.A. con il 59,15% del capitale con diritto di voto. Investimenti Marittimi era controllata al 60% da Navigazione Italiana, al 30% dalle Assicurazioni Generali e al 10% da Duferco Italia Holding. A sua volta Navigazione Italiana faceva capo per il 46,7% a Finrose S.S., al 33,3% a Samovar S.r.l. e al 20% a Eziomar S.S.. Finrose ed Eziomar appartengono alla Famiglia Rosina, Samovar ad Angelo Jacorossi. Nel 2016 il controllo passa a Pillarstone Italy del fondo statunitense KKR Capital.